# Paysage de montagne avec un moulin
Le Paysage de montagne avec un moulin est une huile sur toile de Jacob van Ruisdael composée entre 1675 et 1679 et conservée au musée de l'Ermitage de Saint-Pétersbourg. Elle mesure 99,5 × 137 cm. C'est un tableau de l'âge d'or de la peinture flamande et une œuvre majeure de Ruisdael.

## Description
Ce tableau a été documenté par Hofstede de Groot en 1911. Il écrit: « 155. Moulin dans un paysage norvégien. Sm. 307. Un paysage sombre et rocheux est traversé par une rivière où naviguent un radeau de bois et un petit voilier. À droite, sur la rive la plus éloignée, se trouvent une maisonnette, un tas de bois et un moulin à eau à colombages. Une colline rocheuse se dresse au milieu couronnée d'un château fort. Au loin se dresse une colline élevée en cône dont le sommet est caché par les nuages. La scène se passe vraisemblablement le soir, mais le temps a assombri le tableau. »

## Histoire
Ce tableau a été attribué dans un catalogue de 1838 à Salomon van Ruisdael. Une gravure en a été faite par P. E. Moitte dans la collection du comte Brühl. Un catalogue de 1901 de l'Ermitage (n° 1147) le cite comme provenant de la collection du comte Brühl ; il est entré en 1835 au catalogue du musée, mais a été acheté après 1763 par l'impératrice Catherine la Grande pour l'Ermitage.
Ce tableau est semblable par ses détails à d'autres tableaux composés par Ruisdael et a souvent inspiré des paysagistes d'époques postérieures. Il a été exposé à La Haye du 1er octobre 1981 et 3 janvier 1982 au Kabinet van Schilderijen Mauritshuis.

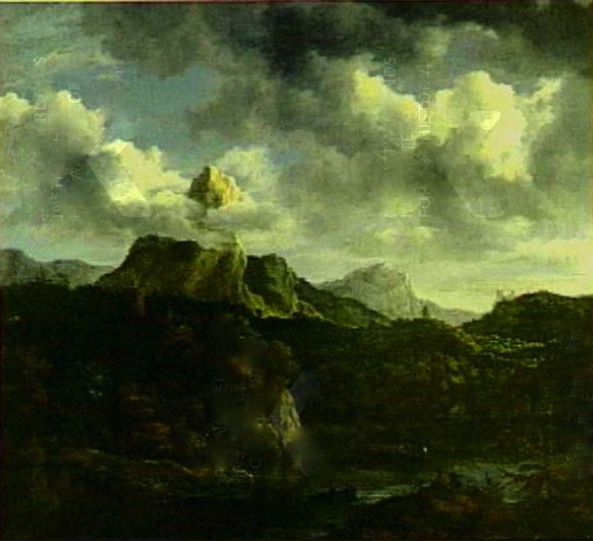
Collection Michaelis.
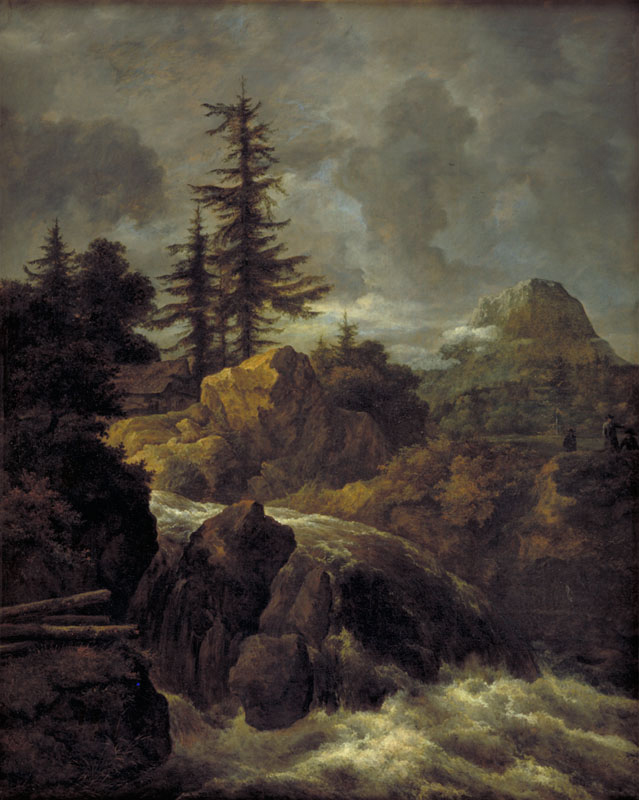
Statens Museum for Kunst.
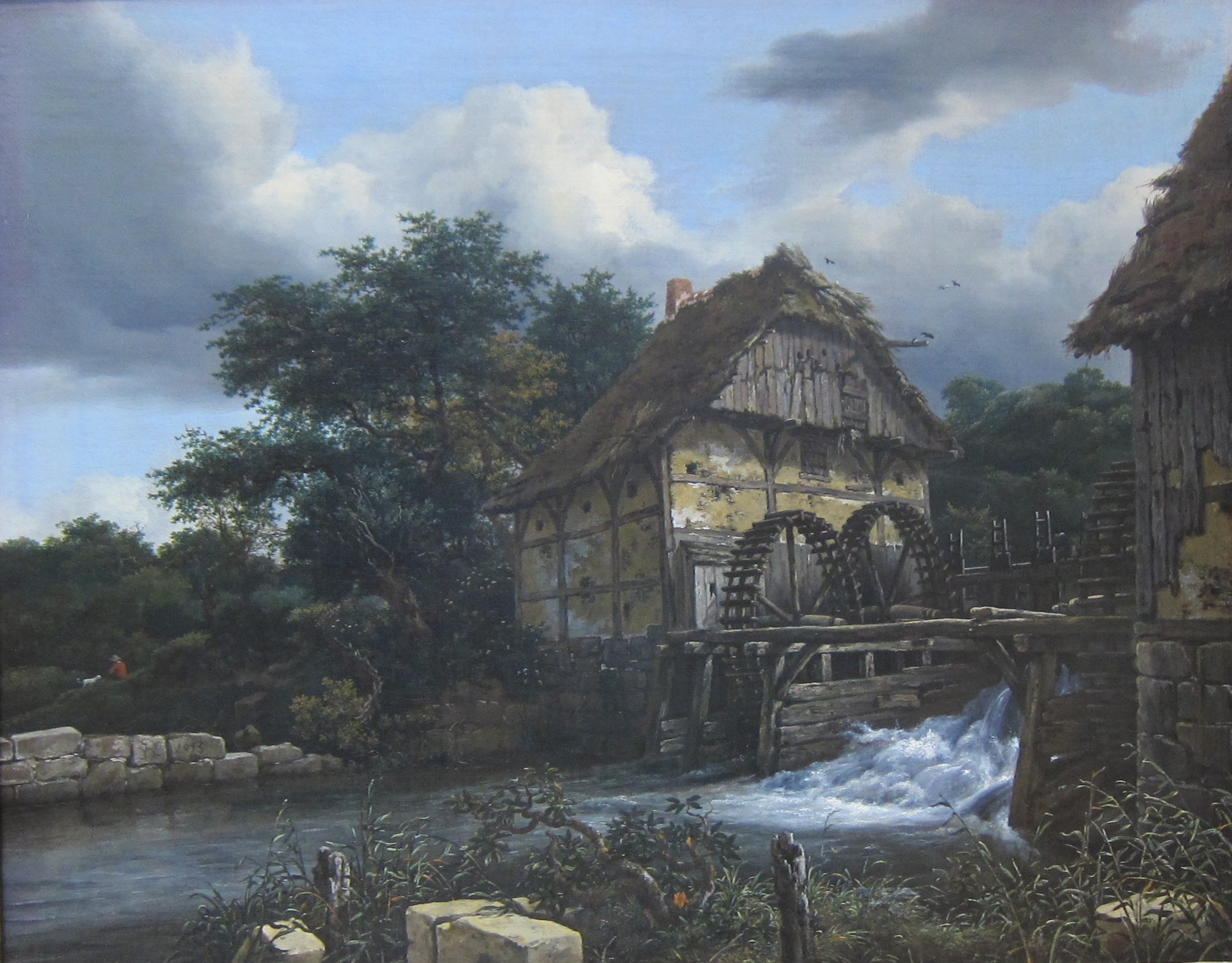
Getty Center.

## Source de la traduction
- (en) Cet article est partiellement ou en totalité issu de l’article de Wikipédia en anglais intitulé « Mountain Landscape with a Watermill » (voir la liste des auteurs).